# Salwa Eid Naser
Salwa Eid Naser (àrab: سلوى عيد ناصر, Salwà ʿĪd Nāṣir), nascuda Ebelechukwu Agbapuonwu (Onitsha, 23 de maig de 1998), és una atleta bahrainiana d'origen nigerià especialista en els 400 metres llisos. Ha participat en 2 Olimpíades, guanyant la medalla de plata en els Jocs Olímpics de París 2024. A més, ha guanyat 3 medalles en els Campionats del Món, entre elles, la medalla d'or en el Campionat del Món de 2019 de Doha, aconseguint la seva marca personal de 48,14 segons, convertint-se així en la primera dona asiàtica en guanyar en aquesta disciplina en un Campionat del Món. La seva millor marca personal és la tercera en la llista de 400 metres llisos de la història, només darrere de Marita Koch (47,60 segons) i Jarmila Kratochvílova (47,99 segons). També ha obtingut 6 medalles (4 d'or) en els Jocs Asiàtics i actualment ostenta el rècord contintental dels 400m llisos i els 4x400m relleus mixt, així com els rècords nacionals de 4x100m relleus, 4x400m relleus.

## Carrera
Nascuda a l'estat d'Anambra (Nigèria), filla de pares nigerians, Salwa Eid Naser va començar a córrer a l'edat d'onze anys mentre era a l'escola i va començar a centrar-se en la distància de 400 metres llisos. Va ser campiona escolar l'any 2013 a Port Harcourt. El 2014, va traslladar-se a Bahrain, es va convertir a l'Islam i va canviar el seu nom. Entrenada inicialment a Bahrain per l'expatriat nigerià John George Obeya, no va voler explicar les seves raons per fer aquest canvi.
Amb seu a Riffa, a la Governació Central de Bahrain, va obtenir el seu primer èxit en el Campionat Juvenil d'atletisme de 2014, on va guanyar la medalla d'or tant en els 200 metres llisos com en els 400 metres. Després d'aquest assoliment, va prioritzar l'esport i va establir una nova millor marca de 54,50 segons en els Asian Trails per accedir als Jocs Olímpics d'Estiu de la Joventut de 2014. Als Jocs va millorar la seva millor marca, enregistrant 53,95 segons en la primera ronda abans d'obtenir la medalla de plata per darrere de l'australiana Jessica Thornton, amb un temps millorat de 52,74 segons.
Naser va començar a treballar amb l'ex-atleta búlgar Yanko Bratanov, que també va entrenar a altres atletes d'origen nigerià a Bahrani com Kemi Adekoya i Samuel Francis (tots dos més tard apartats per dopatge). A principis de 2015, mentre estava a Bulgària, va establir rècords nacionals júnior d'11,70 segons per als 100 metres llisos i de 23,03 segons per als 200 metres. Es va confirmar com la millor corredora del continent en el seu grup d'edat amb una medalla d'or en el Campionat d'Atletisme juvenil asiàtic de 2015. Després va demostrar ser una de les millors del món en el Campionat del Món Juvenil d'atletisme 2015. Va poder superar la corredora favorita, l'americana Lynna Irby, en les etapes finals de la cursa i amb una marca de 51,50 segons va guanyar la medalla d'or. La final es va disputar l'endemà del Ramadà, la qual cosa li va permetre menjar normalment abans de la cursa, després d'haver-se accelerat durant les rondes de classificació. La medalla d'or la va convertir en la segona dona de Bahrain en guanyar un títol mundial, després de la campiona del món Maryam Yusuf Jamal. La titular del rècord mundial de decatló, Ashton Eaton, va elogiar la seva tàctica en la cursa i la va convidar a un viatge amb totes les despeses pagades per entrenar amb ella durant tres dies.
Naser va obtenir el seu primer títol sènior als Jocs Mundials Militars de 2015. Competint contra les olímpiques Bianca Răzor i Nataliya Pyhyda, va treballar per guanyar el títol de 400 metres llisos amb 51,39 segons, convertint-se en la guanyadora més jove d'aquest títol.
Va guanyar la medalla de plata en el Campionat del Món d'atletisme de 2017 amb un temps de 50,04 segons, derrotada només per Phyllis Francis, després de guanyar les eliminatòries i les semifinals, cada vegada millorant la seva marca personal. Dos anys més tard, es va convertir en la campiona del món de 400 metres llisos al Campionat del Món d'atletisme de 2019 a Doha, la guanyadora més jove d'aquest títol fins aquell moment. Va millorar en 0,94 segons la seva marca personal, que havia assolit un any abans, i el seu resultat, 48,14 segons, ha estat el més ràpid des de 1985 (quan Marita Koch va establir el rècord mundial) i el segon més ràpid en el Campionat del Món (només per darrere de Jarmila Kratochvílová, que 35 anys abans havia els havia corregut en 47,99 segons a Hèlsinki).
El juny de 2020, la Unitat d'Integritat d'Atletisme va anunciar que Salwa Eid Naser de Bahrain havia estat suspesa provisionalment per infringir les normes antidopatge, després de tres intents fallits de localitzar-la el 2019. La sanció, però, es va aixecar l'octubre del mateix any. Tot i així, el juny del 2021, el Tribunal d'Arbitratge de l'Esport va imposar una sanció de dos anys a l'esportista per la infracció de les normes antidopatge, qüestió que li va impedir participar en els Jocs Olímpics de Tòquio 2020 i en el Campionat del Món d'Eugene 2022.
El mes de febrer del 2023, tornava a les competicions professionals després d'haver acabat la sanció de dos anys. Tot i això, una lesió al tendó isquiotibial, li va impedir participar en el Campionat del Món de Budapest. A finals de setembre, va poder participar en els Jocs Asiàtics, guanyant la medalla de plata en la prova dels 400m i 2 medalles d'or en el 4x400m relleus femení i mixt.
El 2024 va aconseguir la seva primera medalla olímpica, quedant segona en la final de la prova dels 400m en els Jocs Olímpics de París. La seva marca fou de 48.53 segons i només va ser superada pel rècord olímpic de Marileidy Paulino.

## Marques personals
| Disciplina          | Marca          | Vent     | Seu        | Data             |
| ------------------- | -------------- | -------- | ---------- | ---------------- |
| 100m llisos         | 11.24          | +1,3 m/s | Salamanca  | 8 juny 2019      |
| 200m llisos         | 22.51          | +1,9 m/s | Califòrnia | 30 juny 2019     |
| 400m llisos         | 48.14 NR, AR   |          | Doha       | 3 octubre 2019   |
| 4x100m relleus      | 42.73 NR       |          | Jakarta    | 30 agost 2018    |
| 4x400m relleus      | 3:27.65 NR     |          | Hangzhou   | 4 octubre 2023   |
| 4x400m relleus mixt | 3:11.82 NR, AR |          | Doha       | 29 setembre 2019 |

## Competicions internacionals
| 2014 | Campionat àrab d'atletisme            | El Caire, Egipte         | 1r | 200 m                    | 24,61   |
| 2014 | Campionat àrab d'atletisme            | El Caire, Egipte         | 1r | 400 m                    | 55,72   |
| 2014 | Jocs Olímpics de la Joventut          | Nanjing, China           | 2n | 400 m                    | 52,74   |
| 2015 | Campionat asiàtic d'atletisme juvenil | Doha, Qatar              | 1r | 400 m                    | 53,02   |
| 2015 | Campionat del Món juvenil             | Cali, Colòmbia           | 1r | 400 m                    | 51,50   |
| 2015 | Jocs Mundials Militars                | Mungyeong, Corea del Sud | 1r | 400 m                    | 51,39   |
| 2017 | Campionat del Món                     | Londres, Regne Unit      | 2n | 400 m                    | 50,06   |
| 2018 | Jocs asiàtics                         | Jakarta, Indonèsia       | 1r | 400 m                    | 50,09   |
| 2018 | Jocs asiàtics                         | Jakarta, Indonèsia       | 1r | 4 × 400 m relleus mixtes | 3:11,89 |
| 2018 | Copa continental de la IAAF           | Ostrava, República Txeca | 1r | 400 m                    | 49,32   |
| 2019 | Campionat del Món                     | Doha, Qatar              | 1r | 400 m                    | 48,14   |
| 2023 | Jocs Asiàtics                         | Hangzhou, Xina           | 2  | 400 m                    | 50,92   |
| 2023 | Jocs Asiàtics                         | Hangzhou, Xina           | 1  | 4 x 400 m relleus        | 3:27.65 |
| 2023 | Jocs Asiàtics                         | Hangzhou, Xina           | 1  | 4 x 400 m relleus mixt   | 3:14.02 |
| 2024 | Jocs Olímpics                         | París, França            | 2  | 400 m                    | 48.53   |